# الرجل عديم الجدوى (كتاب)
الرجل عديم الجدوى بالتركية " Lüzumsuz Adam " رابع كتاب نشر للكاتب التركي سعيد فائق في 1948. واتجه فيه إلى أسلوب جديد في كتابته للقصة القصيرة. ويتكون من 14 قصة وقعت أحداثها في إسطنبول.
حكى سعيد فائق في هذا الكتاب باطن الإنسان وكيونته، وبدأ باستخدم اللغة الشعبية في الحكاية. واستخدم لغته الدارجة وتعبيراته الخاصة. كما جرب لأول مرة القصة الخيالية في قصته «مسئلة الحبل». وقبل أن يسمى الكتاب بالرجل عديم الجدوى أعطاه الكاتب لينشر باسم صديقي عامل الكستناء. وحصل الكاتب على مئة ليرة نظير تأليفه للكتاب. وكتب قصة جديدة في عام 1947. وفي أول أيام كتابته لهذه الحكاية لم يجد لها اسماً، وبقراءة ياشار نابي ناير لهذه الحكاية اقترح عليه الرجل عديم الجدوى والذي سمعه من صباح الدين علي قبل ذلك. وأعجب سعيد فائق بهذا الاسم كثيراً واستخدمه لحكايته.
وفي عام 1948 عندما شرع في نشر القصص في كتاب عرضه على ياشار نابي باسم صديقي عامل الكستناء (وهي أحد قصص الكتاب) لكنه عرض تغير اسمه إلى الرجل عديم الجدوى لعلمه بالملاحقة السابقة للكاتب من قبل الشرطة. وقبل سعيد فائق هذ المقترح وغير الاسم.